# Benvenuto a Marly-Gomont
Benvenuto a Marly-Gomont (Bienvenue à Marly-Gomont) è un film del 2016 diretto da Julien Rambaldi.
La pellicola, di produzione franco-belga, è incentrata sulla vita del medico congolese Seyolo Zantoko, padre del rapper Kamini.

## Trama
Nel 1975, dopo aver conseguito una laurea in medicina all'università di Lilla, Seyolo Zantoko decide di trasferirsi in Francia con la famiglia per lavorare in uno studio medico e ottenere finalmente la cittadinanza francese.
A causa di un fraintendimento da parte della moglie e dei figli, che pensavano di trasferirsi a Parigi, l'arrivo nel piccolo villaggio di campagna di Marly-Gomont causerà sin da subito delusioni e problemi. Ad aggravare lo sconforto della famiglia Zantoko, si aggiungerà il comportamento razzista degli abitanti che fino ad allora non avevano mai visto degli africani entrare nel loro paese.
Sfruttando queste difficoltà come punto di partenza, Seyolo cercherà di integrarsi con ogni sforzo nella comunità di Marly-Gomont per conquistare la fiducia dei cittadini.

## Produzione
Le riprese si svolsero a Steenkerque, villaggio che fa parte di Braine-le-Comte, comune belga della provincia vallona dell'Hainaut.